# Gens Volumnia
La Gens Volumnia fu un'antica famiglia patrizia romana di origine etrusca, attestata fin dal VII secolo a.C.; la forma etrusca del nome era Velimna.
La gens Volumnia era già conosciuta con il nome familiare Vetusia o Veturia: si desume dal fatto che vi appartenne Volumnia, moglie di Coriolano, illustre personaggio vissuto nel V secolo a.C.
Altri membri noti della Gens Volumnia:
I Volumnii si distinsero in due rami, i Volumni Galli, contraddistinti dal soprannome Amintinus, ed i Volumni Fiamma con il soprannome Violens. 
Tra i personaggi della Gens Volumnia si ricordano:
- Publio Volumnio Amintino Gallo, console nel 461 a.C.;
- Lucio Volumnio Flamma, console nel 307 e nel 296 a.C.;
- Marco Volumnio, che fu assassinato da Catilina durante il governo di Silla;
- Publio Volumnio, uno dei giudici al processo di Aulo Cluentio, per il quale Cicerone compose la Pro Cluentio;
- Lucio Volumnio, senatore ed amico intimo di Cicerone.